# Alvis Saracen
Az FV 603 Saracen Brit Szárazföldi Erők hatkerekű páncélozott szállító harcjárműve volt, mely az Észak-Írországi zavargások idején vált ismertté az Észak-Írországi Rendőrség (Royal Ulster Constabulay) alkalmazásában. A Saladint az Alvis Vickers Vállalat tervezte és gyártotta.

## Alkalmazók
- Egyesült Királyság (1954-1969), Észak-Írországi Rendőrség (1991),
- Brunei Brunei Fegyveres Erők (1973)
- Nigéria – 20 db
- Hongkong-i rendőri erők
- Indonézia (TNI-AD)
- Srí Lanka hadereje
- Dél-afrikai Köztársaság hadereje
- Szudán – (49 db)
- Jordánia – (60 db)
- Kuvait – (120 db)
- Thaiföld – (20 db)

## Változatok
A Saracens kezdetben egy L3A4 Browning torony-géppuskával, és egy Bren fenék-géppuskával rendelkezett. Későbbi változatokat egy könnyű-géppuskával, és egy L7 géppuskával szerelték fel.

### Mk 1
- Korai változat három-ajtós és pisztolynyílással ellátott toronnyal.

### Mk 2
- Mk 1-es változat két-ajtós toronnyal. A hátsó torony-ajtó lehajtható és a parancsnok számára ülésként szolgálhat.

### Mk 3
- Folyadékhűtéses változat forró klímájú körülményekhez.

### Mk 4
- Prototípus változat, nem gyártották.

### Mk 5
- Mark 1-es vagy Mark 2-es változat speciális páncélzattal az Észak-írországi Rendőrség feladatihoz.

### Mk 6
- Mark 3-as változat extra páncélzattal az Észak-írországi Rendőrség feladatihoz.

## Kapcsolódó oldalak
- vmig.archívum
- Globalsecurity.org(angol nyelvű)
- Clash-of-steel.co.uk(angol nyelvű)
- Warwheels.net(angol nyelvű)
- Saracen at Army-Guide.com(angol nyelvű)